# Hunayn ibn Ishaq
Abu-Zayd Hunayn ibn Ishaq al-Ibadí, més conegut com a Hunayn ibn Ishaq al-Ibadí o, simplement, com a Hunayn ibn Ishaq (siríac: ܚܢܝܢ ܒܪ ܐܝܣܚܩ, Hunein Bit Ishak; àrab: أبو زيد حنين بن إسحاق العبادي, Abū Zayd Ḥunayn ibn Isḥāq al-ʿIbādī), conegut a Occident i en llatí com a Johannitius (al-Hira, 809 - Bagdad, 873) fou un famós i influent savi assiri o àrab, metge i científic, conegut per la seva tasca en traduir obres mèdiques i científiques del grec antic a l'àrab durant l'edat d'or de l'islam.
L'origen ètnic de Hunayn ha estat recentment posat en dubte. La seva nisba, al-Ibadí, l'identifica com a descendent dels ibad, és a dir dels àrabs que havien adoptat el cristianisme abans de l'aparició de l'islam i que després van rebutjar convertir-s'hi, tot mantenint-se fidels a l'església siríaca nestoriana. A partir d'aquest fet, les fonts àrabs, així com la majoria de les fonts modernes, el consideren àrab. Tanmateix, altres fonts actuals l'esmenten com a assiri.
Les seves traduccions principalment al siríac eren molt acurades, car era bilingüe àrab i siríac (ell mateix era fill d'un farmacèutic siríac nestorià), també sabia persa i havia estudiat grec durant dos anys a Alexandria o l'Imperi Romà d'Orient fins que el va parlar prou bé per a poder recitar Homer; per les traduccions utilitzava més d'una font. Segon un relat popular era metge de la cort i el califa al-Mutawàkkil li va oferir diners per fabricar un verí i s'hi va negar per anar en contra de l'objectiu de la seva professió; li va oferir més diners i encara s'hi va negar; el va empresonar i va amenaçar d'executar-lo i s'hi va seguir negant; llavors el califa el va alliberar i el va recompensar per la seva integritat. La realitat sembla que fou empresonat per haver destruït una imatge (era contrari al culte de les imatges), flagel·lat i els seus béns (inclosa la seva biblioteca) confiscats, però fou alliberat al cap de sis mesos i restablert com a metge de la cort.
Va deixar dos fills, Dawud i Ishaq ibn Hunayn, que foren bons metges i el segon també traductor d'obres en grec, però de filosofia i de matemàtiques.